# Liste der Kantone im Département Gers
Das Département Gers liegt in der Region Okzitanien in Frankreich. Es untergliedert sich in drei Arrondissements mit 17 Kantonen (französisch cantons).
Siehe auch: Liste der Gemeinden im Département Gers

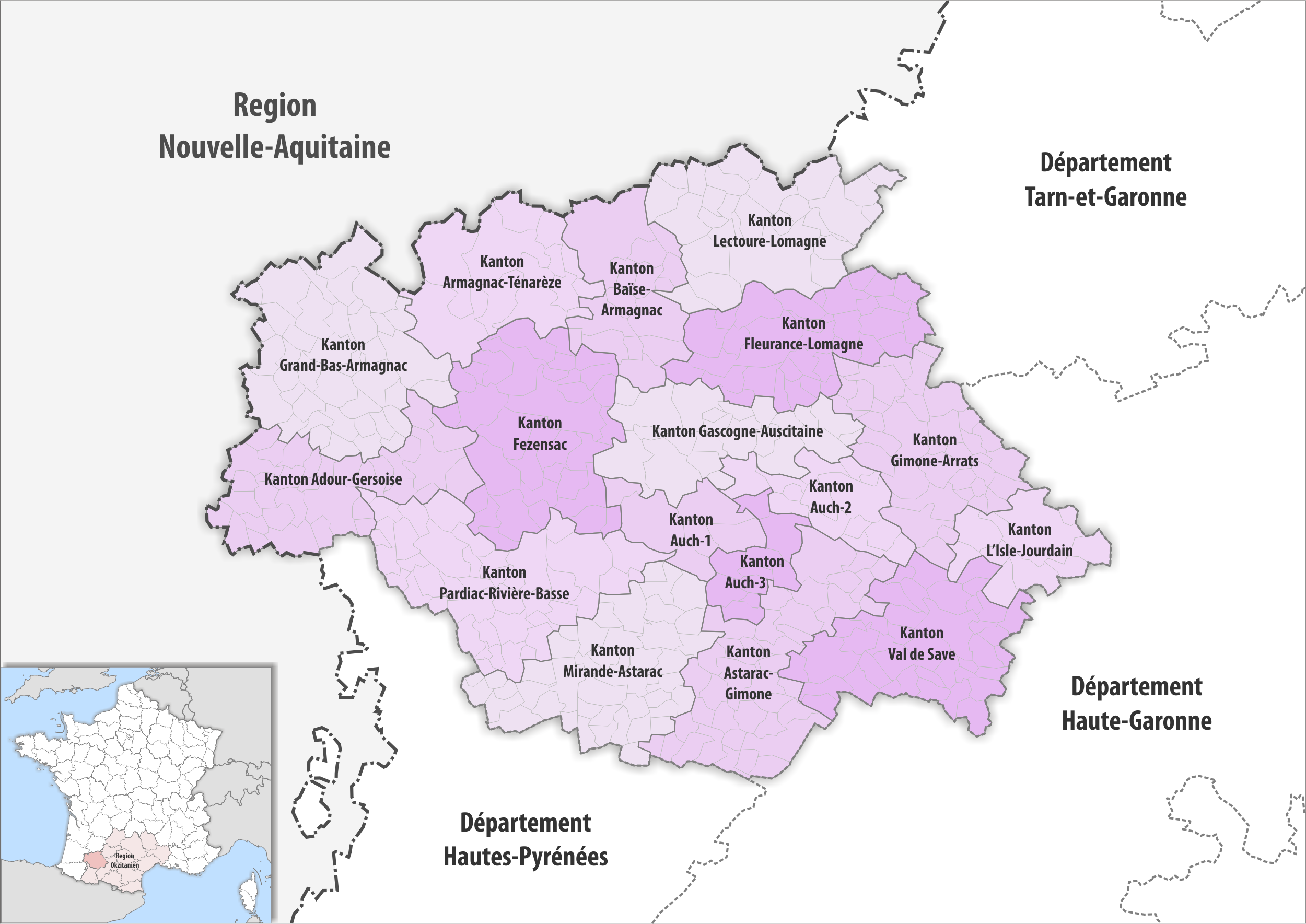
Gemeinden und Kantone im Département Gers

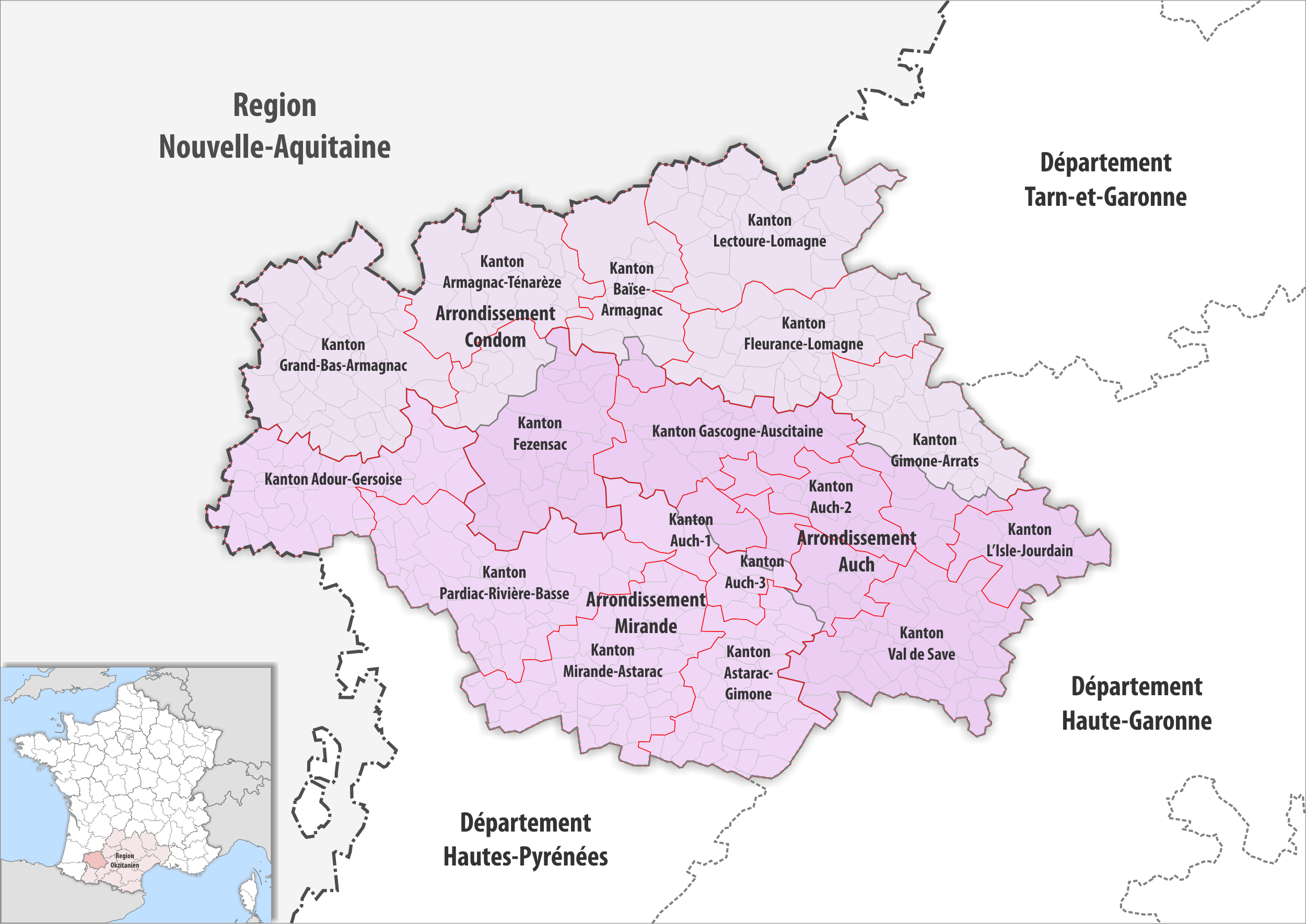
Gemeinden, Arrondissemente und Kantone im Département Gers

| Kanton                | Gemeinden | Einwohner 1. Januar 2022 | Fläche km² | Dichte Einw./km² | Code INSEE | Arrondissement(e) |
| --------------------- | --------- | ------------------------ | ---------- | ---------------- | ---------- | ----------------- |
| Adour-Gersoise        | 34        | 9.561                    | 394,74     | 24               | 3201       | Mirande           |
| Armagnac-Ténarèze     | 15        | 10.450                   | 365,68     | 29               | 3202       | Condom            |
| Astarac-Gimone        | 40        | 9.117                    | 463,89     | 20               | 3203       | Auch, Mirande     |
| Auch-1                | 5 1⁄3     | 11.139                   | 159,04     | 70               | 3204       | Auch, Mirande     |
| Auch-2                | 13 1⁄3    | 10.420                   | 184,14     | 57               | 3205       | Auch              |
| Auch-3                | 9 1⁄3     | 12.229                   | 120,17     | 102              | 3206       | Auch, Mirande     |
| Baïse-Armagnac        | 15        | 11.449                   | 304,04     | 38               | 3207       | Auch, Condom      |
| Fezensac              | 33        | 9.033                    | 513,38     | 18               | 3208       | Auch, Condom      |
| Fleurance-Lomagne     | 33        | 13.102                   | 403,47     | 32               | 3209       | Condom            |
| Gascogne-Auscitaine   | 22        | 9.306                    | 346,74     | 27               | 3210       | Auch              |
| Gimone-Arrats         | 36        | 13.940                   | 402,55     | 35               | 3211       | Auch, Condom      |
| Grand-Bas-Armagnac    | 40        | 13.561                   | 547,51     | 25               | 3212       | Condom            |
| L’Isle-Jourdain       | 10        | 16.263                   | 192,78     | 84               | 3213       | Auch              |
| Lectoure-Lomagne      | 26        | 9.507                    | 456,83     | 21               | 3214       | Condom            |
| Mirande-Astarac       | 43        | 12.412                   | 461,39     | 27               | 3215       | Mirande           |
| Pardiac-Rivière-Basse | 43        | 9.448                    | 502,19     | 19               | 3216       | Mirande           |
| Val de Save           | 40        | 11.712                   | 438,28     | 27               | 3217       | Auch              |
| Département Gers      | 458       | 192.649                  | 6.256,82   | 31               | 32         | –                 |

## Liste ehemaliger Kantone

Karte der Arrondissements und Kantone

Bis zum Neuzuschnitt der französischen Kantone im März 2015 war das Département Gers wie folgt in 31 Kantone unterteilt:
| Arrondissement | Kantone |
| -------------- | --- |
| Auch           | Auch-Nord-Est, Auch-Nord-Ouest, Auch-Sud-Est-Seissan, Auch-Sud-Ouest, Cologne, Gimont, L’Isle-Jourdain, Jegun, Lombez, Samatan, Saramon, Vic-Fezensac |
| Condom         | Cazaubon, Condom, Eauze, Fleurance, Lectoure, Mauvezin, Miradoux, Montréal, Nogaro, Saint-Clar, Valence-sur-Baïse                                     |
| Mirande        | Aignan, Marciac, Masseube, Miélan, Mirande, Montesquiou, Plaisance, Riscle                                                                            |